# Natascha McElhone
Natascha McElhone, född 14 december 1971 i Walton-on-Thames i Surrey, är en brittisk skådespelare. Mellan 2007 och 2014 spelade hon rollen som Karen van der Beek i tv-serien Californication.

## Filmografi i urval
- 1991 – Bergerac (TV-serie) (1 avsnitt)
- 1994 – Helt hysteriskt (TV-serie) (1 avsnitt)
- 1996 – Surviving Picasso
- 1997 – En fiende ibland oss
- 1998 – Ronin
- 1998 – Truman Show
- 2000 – Kärt besvär förgäves
- 2002 – Killing Me Softly
- 2002 – Solaris
- 2003 – The Other Boleyn Girl
- 2004 – Lavendelflickorna
- 2005 – Revelations (TV-serie) (6 avsnitt)
- 2007 – Big Nothing
- 2008 – Blessed
- 2009 – Månprinsessan
- 2007–2014 – Californication (TV-serie) (84 avsnitt)
- 2010 – The Kid
- 2013 – Romeo & Juliet
- 2014 – Believe
- 2016–2017 – Designated Survivor (TV-serie) (31 avsnitt)
- 2022–2024 – Halo (TV-serie) (17 avsnitt)
- 2022–2024 – Hotell Portofino (TV-serie) (18 avsnitt)
- 2022 – The Crown (TV-serie) (3 avsnitt)